# Paul Lapeira
Paul Lapeira (født 25. maj 2000 i Fougères) er en cykelrytter fra Frankrig, der er på kontrakt hos Decathlon-AG2R La Mondiale.